# مقصودعلی تبریزی
مقصودعلی تبریزی، همه‌چیزدان ایرانی و مترجم سده یازدهم ق. است.
مهم‌ترین اثر به‌جای مانده از او، ترجمه‌ای از کتاب تاریخ الحکماء قبل ظهور الإسلام و بعده یا نزهة الارواح و روضة الافراح، اثر شمس‌الدین شهرزوری، از عربی به فارسی است.

## زندگی‌نامه
مقصودعلی تبریزی یکی از شخصیت‌های تاریخی کمتر شناخته‌شده دوره گورکانیان در هند است که در منابع محدود و پراکنده‌ای از او یاد شده است. اطلاعات اندکی که از زندگی او در دست داریم نشان می‌دهد که او به یکی از چهره‌های مؤثر و نزدیک به دربار گورکانیان، به ویژه جهانگیرشاه، تبدیل شده بود.
بر اساس برخی منابع، مقصودعلی تبریزی در دوران حکومت گورکانیان مورد توجه عبدالرحیم خان خانان، یکی از خان‌ها و وزرای صاحب‌نفوذ گورکانی، قرار گرفت. عبدالرحیم خان خانان که خود از حامیان هنر و ادب فارسی در هند به شمار می‌رفت، توجه ویژه‌ای به مقصودعلی تبریزی نشان داد. به مرور زمان، مقصودعلی به یکی از مصاحبان و مشاوران خاص عبدالرحیم تبدیل شد و در نهایت به مقام صدارت خان خانان رسید.
علاوه بر این، گزارش‌هایی وجود دارد که نشان می‌دهد او مترجم دربار جهانگیرشاه بوده است. نقل است که به فرمان جهانگیر، او اثری از شمس‌الدین شهرزوری به نام تاریخ الحکماء قبل ظهور الإسلام و بعده یا نزهة الارواح و روضة الافراح را از عربی به فارسی ترجمه کرده است. این ترجمه نشان‌دهنده تسلط و دانش او بر زبان عربی و فارسی، و نیز توجه دربار گورکانی به آثار علمی و فلسفی است.
در منابع تاریخی نظیر حاشیه‌ای که بر نسخه‌ای از "مآثر رحیمی" اثر عبدالباقی نهاوندی، چاپ کلکته، نوشته شده، به بخشی از زندگی مقصودعلی تبریزی اشاره شده است که به نظر می‌رسد مربوط به زمانی باشد که او به دربار جهانگیر گورکانی پیوسته است. طبق این گزارش، جهانگیر شاه مسئولیت "مهمات شرعیه" ولایت گجرات را به مقصودعلی سپرده بود. این موقعیت مهم به او اختیارات قابل توجهی در اداره امور شرعی و حقوقی گجرات داد. با این حال، بعد از مدتی و با دسیسه‌های درباریان، او به سرنوشت تلخی دچار شد.
این دسیسه‌ها باعث شد که اموال او مصادره شود و خود او نیز مورد مؤاخذه و بازخواست قرار گیرد. در نهایت، مقصودعلی تبریزی از مقام خود عزل شد و به دستور جهانگیر شاه به قلعه گوالیار تبعید و زندانی شد. بر اساس این گزارش، در حدود سال ۱۰۲۵ قمری (حدود ۱۶۱۶ میلادی) چهار سال از دوران زندانی شدن او در قلعه گوالیار گذشته بود.

### ترجمه کتاب نزهة الارواح و روضة الافراح
گزارش‌های موجود نشان می‌دهند که هرچند ترجمه کتاب "نزهة الارواح و روضة الافراح" به دستور جهانگیرشاه شهرت بیشتری یافته است، اما در واقعیت، مقصودعلی تبریزی پیش از پیوستن به دربار جهانگیر، از نزدیکان دربار عبدالرحیم خان خانان بوده است.
از آنجا که تاریخ پایان ترجمه کتاب "نزهة الارواح" با سال ۱۰۱۴ قمری (۱۶۰۵ میلادی)، همزمان با سالی است که جهانگیر به تخت سلطنت گورکانیان نشست، می‌توان نتیجه گرفت که این اثر به احتمال زیاد پیش از این زمان و در دوران پادشاهی اکبر شاه (پدر جهانگیر) در اختیار مقصودعلی برای ترجمه قرار گرفته بوده است؛ و بنا به گزارش‌ها، آغاز ترجمه   در ۱۰۱۱ قمری (۱۶۰۲ میلادی)، سه سال پیش از آغاز حکومت جهانگیر بوده و در زمان سلطنت اکبر شاه رخ داده است.
این نکته نشان می‌دهد که گزارش مشهور مبنی بر اینکه ترجمه "نزهة الارواح" به دستور جهانگیر انجام شده، احتمالا نادرست است. در حقیقت، ترجمه این اثر یا به فرمان اکبر شاه یا در دوران حکومت او آغاز و در زمان جهانگیر به پایان رسیده است.